# Jaguapitã
Jaguapitã es un municipio del estado brasileño del Paraná. Su población estimada en 2009 era de 12.414 habitantes. La palabra jaguapitã es de origen indígena y significa onza roja o pintada.
La historia de Jaguapitã está relacionada con la época histórica de colonización del norte del Paraná, realizada por la Compañía de Tierras del Norte del Paraná.Y a sus tierras muy fértiles, conocida como «tierra púrpura», propicias al cultivo de toda especie de cereales, donde se dio inicialmente el cultivo del café. La sede del municipio, fue fundada a mediados de 1.937, año en que llegó una caravana compuesta de varias familias consideradas como las fundadoras de la localidad. Inicialmente fue constituido el Patrimonio denominado São José dos Exploradores, y en el mismo año, fue inaugurada la primera casa comercial conocida como Casa Blanca.
En 1947, fue separado de Sertanópolis para constituirse como Municipio, creado por la Ley Estatal n.º 2, del 10 de octubre de aquel año.

## Geografía
Jaguapitã está localizada en la latitud de 23°18′37″Sur y longitud de 51°9′46″Oeste, en el Norte del Estado del Paraná y distante 444 km de la capital del Estado. 
El clima predominante es del tipo Cfa, subtropical húmedo mesotérmico, según la clasificación de Köeppen. Este clima se caracteriza por veranos calientes, heladas pocos frecuentes (en los meses de junio y julio) y tendencia de concentración de lluvias en el verano, sin estación de sequía definida, con una precipitación media anual de 1.400 a 1.500 mm. 
Los principales cursos de agua existentes en el municipio son el Arroyo Exploradores del Norte, Río São José, Río Irajá, Agua del Pacu, Arroyo Centenario, Arroyo Pelotas, Agua de las Piedras, Agua Funda, Agua de la Onça, Agua de la Cobra y varios otros de menor dimensión. 
Con relación al suelo, el municipio está localizado en un área de transición entre basalto y arenita. El relieve característico del municipio presenta una topografía plana o suave ondulada.

## Demografía
Jaguapitã llegó a tener una población de 34 130 habitantes, pasando a 16 700 en la década de 1970, con el fin del ciclo del café. En el censo de 2000, la población era de 10 932 habitantes, con la mayoría de su población localizada en el medio urbano (80 %), siendo la estimación del IBGE de 12 414 habitantes para el año de 2009.